# Sandvikens kyrka
Sandvikens kyrka är en kyrkobyggnad mitt i staden Sandviken. Den är församlingskyrka i Sandvikens församling i Uppsala stift. Den nuvarande kyrkan uppfördes 1930–1931 och ersatte en äldre kyrka i närheten, byggd 1877 och riven 1932.

## Kyrkobyggnaden
Sandvikens kyrka, på en barr- och lövträdsbevuxen höjd, är murad i tegel, sockel och trappor i röd granit, och består av ett rektangulärt, treskeppigt långhus med smalare, rakslutet kor. Korets kraftiga murar bär upp ett torn. Koret flankeras av sakristia i norr och dopkapell i söder. Vidbyggda vapenhus på långhusets nord- och sydsida. Ingång i västgaveln samt via vapenhusen. Såväl exteriört som interiört har kyrkan formgivits i stram, nygotisk stil. Kyrkans murar är vitputsade invändigt och rödputsade utvändigt och genombryts av fönsteröppningar med flack, triangulär välvning. Perspektivportal i väster. Långhuset har sadeltak i två fall, med halvrunda takkupor. Det kraftfulla tornet kröns av en flack huv, lanternin och en reslig spånklädd spira med kopparspets och förgyllt kors.
Kyrkans västparti är utformat som förhall med en stentrapp till läktaren och ett vigselkapell, Mariakapellet. Kyrkorummet indelas i skepp av kolonner med huggna kapitäl. Det höga mittskeppet täcks av ett tunnvalv; koret är ribbvälvt. Högväggen genombryts av egenartade öppningar med mittpelare. Rymlig orgelläktare i öster, upplyst av fyrpassformig fönsteröppning. I tornet hänger fyra kyrkklockor varav två är från den gamla kyrkan.
Kyrkan rymmer ca 480 personer.

## Historik

### Gamla kyrkan
Efter att Sandvikens Evangelisk-lutherska missionsförsamling bildats 1870 uppförde Evangeliska fosterlandsstiftelsens avdelning 1877 en träkyrka i Sandviken. En piporgel inköptes 1879 från Sorunda kyrka och 1883 såldes kyrkan till Sandvikens jernverk, som tog den i anspråk som brukskyrka. År 1886 fick Sandviken en kyrkogård och 1889 övergick både kyrka och kyrkogård i Högbo församlings ägo. Samma år skänkte konsul Göran Fredrik Göransson tvenne kyrkklockor till tornet. Tidigare hade man slagit med träklubba på två upphängda trianglar. Den 23 januari 1899 medgav Kungl. Maj:t att brukskyrkan skulle få anses som Högbo sockens huvudkyrka. Samma år köptes en ny orgel från Åkerman & Lund och den gamla orgeln såldes till metodistförsamlingen som sålde den vidare varpå den år 1905 installerades i Sandvikens baptistkyrka.

### Nya kyrkan
Så småningom ansågs brukskyrkan emellertid för liten för den växande församlingen och år 1928 donerade disponenten Tord Magnusson 100 000 kronor till en ny kyrka. Professor Lars Israel Wahlman utarbetade ritningar och den 9 juni 1930 lades den första grundstenen. Vid detta tillfälle medverkade ärkebiskop Nathan Söderblom och i grunden murade man in ett dokumentskrin innehållande bibel, psalmbok, mynt, ett par tidningar och redogörelser för kyrkans och järnbrukets tillkomst. Den nya kyrkan invigdes den 29 november 1931 av domprost Gustaf Lizell. Kostnaden för kyrkbygget var 505 576 kronor.
Omkring 1932 raserades den äldre träkyrkan, men spår av grundmurarna syns fortfarande ett stycke norr om nuvarande koret. Inom murarna vilar bland annat den förste kyrkoherden och kyrkvaktaren.

## Inventarier
- Altare klätt med polerad kalksten.
- Altarkors, delvis förgyllt med infattade stenar som symboliserar Jesu fem sår, skapat av Jacob Ängman
- Altarkors i trä skapat av diakon Ossian Sparrnäs
- Altartavla, Jesu bergspredikan, målad av Gunnar Torhamn 1931.
- Korkrona krönt av ett silverskepp med Mästarens gestalt, en symbol för Kristi kyrka.
- Predikstol skuren i ek. På dörrarna finns förgyllda reliefer av Gunnar Torhamn, vilka framställer scener ur evangelierna.
- Krucifix i ek skulpterat av John Lundqvist.
- Dopfunt av kolmårdsmarmor med dopskål i silver, skapad av Jacob Ängman.
- Kolonner av rödaktig gästrikesandsten med huggna kapitäl, som symboliserar brödet och vinet samt evigheten.
- Sakristians fönster har glasmålningar av Gunnar Torhamn.

## Kyrkklockor[1]
Sandvikens kyrka har totalt 4 stycken Kyrkklockor, och en slagklocka, skänkta av Göran Fredrik Göransson samt andra medlemmar av hans familj. Den 29 januari 1889 skänkte konsul Göransson klockorna till kyrkan.

### Stora klockan
Den större klockan bär följande inskription;

Skänkte Denna Klocka Den 20 Januari 1889 Hans

Sjuttiondeförsta Födelsedag Till Minne Af Den Högtidsfest, Som

samt även:

Aktiebolag Och Dess Styrelse Utgjordes Af Göran Fredrik

Göransson, Hans Son Anders Henrik Göransson Och Karl Vilhelm

Stenbäck. Högbo Församlings Kyrkoherde War Ulrik Wilhelm

Noraeus. Brukets Pastor Johan Fryklund. Och Blef Denna Klocka

Dessutom står längs klockans övre kanten: Ära Vare Gud I Höjden, Frid På Jorden Människorna En God Vilja

### Mindre klockan
Den mindre klockan bär följande inskription:

samt även:

I Dag Till Bättring Kallar Jag

## Orglar

### Hedlundspositivet
Inköpt 1879 från Sorunda kyrka, 1899 demonterat och sålt, 1905 återuppsatt i Sandvikens baptistkyrka.

### Åkerman & Lunds första orgel
Inköpt 1899 från Åkerman & Lund, 1931 såld till Aspeboda kyrka där den 1959 förstördes i en brand.

### Åkerman & Lundorgeln
- 1931: I den nya kyrkan bygger firma Åkerman & Lunds Nya Orgelfabriks AB, Sundbyberg, en pneumatisk orgel med rooseveltlådor. Fasaden ritad av Lars Israel Wahlman.
- 1946: Omdisponering av Åkerman & Lund; orgeln har nu 37 stämmor (2 387 pipor) fördelade på tre manualer och pedal.
- 2008: Ny elektrisk traktur och registratur. Ny orgeldator som gör det möjligt att lagra ett stort antal kombinationer.

#### Disposition
| Huvudverk (I) C-a³ | Svällverk (II) C-a³ | Svällverk (III) C-a³                | Pedal C-f¹           | Koppel           |
| Principal 16’      | Borduna 16’         | Gedackt 16’                         | Kontrabas 16’        | I/P              |
| Principal 8'       | Principal 8’        | Salicional 8’                       | Subbas 16’           | II/P             |
| Dubbelflöjt 8’     | Flûte harmonique 8’ | Rörflöjt 8’                         | Ekobas 16’ (transm.) | III/P            |
| Borduna 8’         | Fugara 8’           | Principal 4’                        | Violoncell 8’        | II/I             |
| Oktava 4’          | Kvintadena 8’       | Spetsflöjt 4’                       | Gedackt 8’ (transm.) | III/I            |
| Hålflöjt 4’        | Flûte octaviante 4’ | Waldflöjt 2’                        | Flöjt 4’             | III/II           |
| Oktava 2’          | Nasard 2 2/3’       | Larigot 1 1/3’                      | Basun 16’            | 4’ I/I           |
| Mixtur IV chor.    | Piccolo 2’          | Sesquialtera II ch. 2 2/3’ + 1 3/5’ |                      | 16’ I/I          |
| Trumpet 8’         | Scharf III chor.    | Mixtur III-IV                       |                      | 16’ III/III      |
|                    | Klarinett 8’        | Oboe 8’                             |                      |                  |
|                    | Corno 4’            |                                     |                      | 9999 fria komb.  |
| Crescendosvällare  | Crescendosvällare   | Crescendosvällare                   |                      | Registersvällare |

## Gravkapell
Öster om kyrkan ligger ett gravkapell från 1906.

## Staffansskuptur
I tallparken nedanför kyrkan finns en skulptur föreställande den helige Staffan, Hälsinglands apostel. Den är utförd av konstnären Oscar Antonsson i idefjordsgranit. Vid skulpturens fot rinner det upp en källa som, tillsammans med planteringarna däromkring, skall åskådliggöra ödemarkens blomstring, då man förkunnar kärlekens budskap. Skulpturen år donerad av Sigrid Göransson, sondotter till grundaren av Sandvikens Jernverk.